# Viaggio a sorpresa
Viaggio a sorpresa è un film del 2022 diretto da Roberto Baeli.

## Trama
Un broker statunitense per cambiare la monotonia della sua vita decide di acquistare una masseria in Puglia, una volta arrivato in Italia capisce che c'è qualcosa che non va; l'incontro con un'esuberante famiglia pugliese non sarà del tutto roseo.

## Promozione
Il primo trailer del film viene pubblicato su YouTube il 12 maggio 2022.

## Distribuzione
Il film viene distribuito nelle sale italiane a partire dall'8 giugno 2022.